# Liste der Bodendenkmäler in Margetshöchheim
Auf dieser Seite sind die Bodendenkmäler in der unterfränkischen Gemeinde Margetshöchheim zusammengestellt. Diese Tabelle ist eine Teilliste der Liste der Bodendenkmäler in Bayern. Grundlage ist die Bayerische Denkmalliste, die auf Basis des Bayerischen Denkmalschutzgesetzes vom 1. Oktober 1973 erstmals erstellt wurde und seither durch das Bayerische Landesamt für Denkmalpflege geführt wird. Die folgenden Angaben ersetzen nicht die rechtsverbindliche Auskunft der Denkmalschutzbehörde.

## Bodendenkmäler der Gemeinde

### Bodendenkmäler in der Gemarkung Margetshöchheim
| Lage                                     | Objekt | Akten-Nr.     | Bild           |
| ---------------------------------------- | --- | ------------- | -------------- |
| Margetshöchheim (Standort)               | Körpergräber der frühen Latènezeit. | D-6-6125-0037 |                |
| Margetshöchheim (Standort)               | Körpergräber vor- oder frühgeschichtlicher Zeitstellung. | D-6-6125-0038 |                |
| Margetshöchheim Mainstraße 19 (Standort) | Untertägige Teile und mittelalterliche Vorgängerbauten der frühneuzeitlichen Pfarrkirche St. Johannes Baptist von Margetshöchheim sowie Bestattungen der frühen Neuzeit. | D-6-6125-0039 | weitere Bilder |
| Margetshöchheim (Standort)               | Archäologische Befunde im Bereich der frühneuzeitlichen Wegkapelle bei Margetshöchheim.                                                                                  | D-6-6125-0116 |                |